# 杨树棠 (1909年)
杨树棠（1909年9月—？），男，直隶（今河北）宣化人，中国炼钢专家，曾任鞍山钢铁公司总工程师、副经理，第二届全国政协委员，第二、三、五届全国人大代表。